# Entrains-sur-Nohain
Entrains-sur-Nohain és un municipi francès, situat al departament del Nièvre i a la regió de Borgonya - Franc Comtat. L'any 2007 tenia 900 habitants.

## Demografia

### Població
El 2007 la població de fet d'Entrains-sur-Nohain era de 900 persones. Hi havia 408 famílies, de les quals 160 eren unipersonals (44 homes vivint sols i 116 dones vivint soles), 128 parelles sense fills, 76 parelles amb fills i 44 famílies monoparentals amb fills.
La població ha evolucionat segons el següent gràfic:
Habitants censats

### Habitatges
El 2007 hi havia 654 habitatges, 427 eren l'habitatge principal de la família, 139 eren segones residències i 88 estaven desocupats. 573 eren cases i 59 eren apartaments. Dels 427 habitatges principals, 310 estaven ocupats pels seus propietaris, 101 estaven llogats i ocupats pels llogaters i 16 estaven cedits a títol gratuït; 13 tenien una cambra, 29 en tenien dues, 101 en tenien tres, 126 en tenien quatre i 158 en tenien cinc o més. 267 habitatges disposaven pel capbaix d'una plaça de pàrquing. A 219 habitatges hi havia un automòbil i a 120 n'hi havia dos o més.

### Piràmide de població
La piràmide de població per edats i sexe el 2009 era:
| Homes | Edats   | Dones |
| ----- | ------- | ----- |
| 0     | 95 o +  | 0     |
| 0     | 90 a 94 | 0     |
| 0     | 85 a 89 | 0     |
| 0     | 80 a 84 | 0     |
| 0     | 75 a 79 | 4     |
| 12    | 70 a 74 | 4     |
| 8     | 65 a 69 | 16    |
| 4     | 60 a 64 | 0     |
| 0     | 55 a 59 | 4     |
| 12    | 50 a 54 | 0     |
| 0     | 45 a 49 | 0     |
| 0     | 40 a 44 | 4     |
| 4     | 35 a 39 | 0     |
| 0     | 30 a 34 | 4     |
| 0     | 25 a 29 | 0     |
| 0     | 20 a 24 | 0     |
| 8     | 15 a 19 | 0     |
| 0     | 10 a 14 | 0     |
| 0     | 5 a 9   | 0     |
| 12    | 0 a 4   | 0     |

## Economia
El 2007 la població en edat de treballar era de 488 persones, 333 eren actives i 155 eren inactives. De les 333 persones actives 273 estaven ocupades (140 homes i 133 dones) i 60 estaven aturades (27 homes i 33 dones). De les 155 persones inactives 60 estaven jubilades, 23 estaven estudiant i 72 estaven classificades com a «altres inactius».

### Ingressos
El 2009 a Entrains-sur-Nohain hi havia 417 unitats fiscals que integraven 824 persones, la mediana anual d'ingressos fiscals per persona era de 15.352 €.

### Activitats econòmiques
Dels 55 establiments que hi havia el 2007, 2 eren d'empreses extractives, 4 d'empreses alimentàries, 1 d'una empresa de fabricació d'altres productes industrials, 8 d'empreses de construcció, 11 d'empreses de comerç i reparació d'automòbils, 3 d'empreses de transport, 6 d'empreses d'hostatgeria i restauració, 1 d'una empresa financera, 2 d'empreses immobiliàries, 10 d'empreses de serveis, 4 d'entitats de l'administració pública i 3 d'empreses classificades com a «altres activitats de serveis».
Dels 16 establiments de servei als particulars que hi havia el 2009, 1 era una oficina de correu, 1 una oficina bancària, 1 taller de reparació d'automòbils i de material agrícola, 1 autoescola, 2 paletes, 4 fusteries, 1 lampisteria, 1 electricista, 2 perruqueries, 1 restaurant i 1 agència immobiliària.
Dels 10 establiments comercials que hi havia el 2009, 2 eren botigues de més de 120 m², 2 fleques, 2 carnisseries, 1 una peixateria, 1 una llibreria, 1 una botiga de material de revestiment de parets i terra i 1 una joieria.
L'any 2000 a Entrains-sur-Nohain hi havia 31 explotacions agrícoles que ocupaven un total de 3.564 hectàrees.

## Equipaments sanitaris i escolars
L'únic equipament sanitari que hi havia el 2009 era una farmàcia.
El 2009 hi havia 1 escola maternal i 1escola elemental.

## Poblacions més properes
El següent diagrama mostra les poblacions més properes.